# Quintus Caecilius Metellus Baliaricus
Pour les articles homonymes, voir Caecilius Metellus et Lucius Caecilius Metellus.
Quintus Caecilius Metellus Baliaricus ou Balearicus est un homme politique de la Rome antique, consul en 123 av. J.-C. et censeur en 120 av. J.-C.

## Famille
Il est membre des Caecilii Metelli, branche de l'influente gens romaine plébéienne des Caecilii. Il est le fils aîné de Quintus Caecilius Metellus Macedonicus. Son nom complet est Quintus Caecilius Q.f. Q.n. Metellus Baliaricus.
Il a trois frères : Lucius Caecilius Metellus Diadematus, consul en 117, Marcus Caecilius Metellus, consul en 115 et Caius Caecilius Metellus Caprarius, consul en 113 av. J.-C. Il a en outre deux sœurs, mariées respectivement à Publius Cornelius Scipio Nasica Serapio, consul en 111, et Caius Servilius Vatia, préteur en 114 av. J.-C.
Il a deux cousins germains, Lucius Caecilius Metellus Delmaticus, consul en 119 et pontifex maximus à partir de 115 à sa mort en 103 av. J.-C., et Quintus Caecilius Metellus Numidicus, consul en 109 et censeur en 102 av. J.-C.
Il est né vers 166 av. J.-C.
Il est le père de Quintus Caecilius Metellus Nepos, consul en 98 av. J.-C. et de Caecilia Metella qui épouse Appius Claudius Pulcher, consul en 79 av. J.-C.

## Biographie

### Début de carrière
En 143/142 av. J.-C., il sert probablement sous les ordres de son père, Quintus Caecilius Metellus Macedonicus, en Hispanie citérieure. Macedonicus y fait campagne contre les Celtibères et Viriatus.
De par son ascendance, de rang consulaire depuis plus de trois générations, Quintus Caecilius est promis à une carrière brillante. Il est nommé triumvir monétaire vers 132 av. J.-C. Il devient ensuite préteur vers 126 av. J.-C.

### Consulat et proconsulat (123-121)
Il représente la génération où sa famille exerce le plus grand pouvoir sur la République : en 123 av. J.-C., il est consul, ses frères le sont en 117, 115 et 113 av. J.-C., ses cousins germains en 119 et 109 av. J.-C. Quintus Caecilius reçoit le commandement militaire pour soumettre les habitants des îles Baléares qui résistent à la domination romaine depuis trois-quarts de siècle et ont laissé se développer une intense activité de piraterie,. 
Sa campagne se poursuit jusqu'en 122 av. J.-C. et la fin de son mandat de consul. Il est alors nommé proconsul afin de mener l'expédition à terme. Vers 121 av. J.-C., il défait les pirates et conquiert Mallorca et Menorca. Pour consolider l'emprise romaine sur les Baléares, Quintus Caecilius fonde à Palma et Pollentia deux colonies de 3 000 Romains qu'il fait venir d'Ibérie. 
Ses victoires lui valent de célébrer un triomphe à Rome et le surnom de Baliaricus,.

### Censure (120)
En 120 av. J.-C. il est censeur avec Lucius Calpurnius Piso Frugi pour collègue. Ils confirment probablement Publius Cornelius Lentulus dans sa fonction de princeps senatus mais le ressentiment populaire provoqué par les actions de ce dernier contre Caius Gracchus le contraint à quitter Rome pour la Sicile.